# Swift Wind
Swift Wind, izmišljeni lik iz Mattelove franšize Gospodari svemira. Konj princeze Adore pod imenom Spirit. Kada se Adora, uz pomoć Mača zaštite preobrazi u junakinju She-Ra, njen konj Spirit se preobrazi u Swift Winda, letećeg jednoroga s krilima, koji pomaže She-Ri baš kao Borbeni Mačak njenom bratu blizancu, princu Adamu, odnosnu He-Manu. Prvo pojavljivanje zabilježio je u Filmationovom cjelovečernjem animiranom filmu He-Mana i Gospodara svemira (1983. – 1985.), pod nazivom He-Man i She-Ra: Tajna mača (1985.), koji je poslužio kao uvod u spin-off serije pod nazivom She-Ra: Princeza moći (1985. – 1987.).

## Povijest lika
She-Rain je konj pod imenom Spirit, koji može govoriti i preobraziti se uz pomoć Mača zaštite u letećeg jednoroga Swift Winda. She-Ra ga naziva od milja Swifty. Swift Wind je kobila i ima muškog partnera Star Winda s kojim ima ždrijebe.

## Televizijska adaptacija lika

### He-Man i She-Ra: Tajna mača (1985.)
Isprva je bio običan konj imena Spirit, a kada je Adora dobila Mač zaštite, preobrazila je sebe u moćnu junakinju She-Ra, a Spirita u moćnog letećeg jednoroga Swift Winda.

### She-Ra i Princeze moći (2018. – 2020.)
U Netflixovoj inačici animirane serije pod nazivom She-Ra i Prenceze moći (2018. – 2020.), bio je običan konj koji je boravio u selu Thaymor blizu Šaptajuće šume. Kada su Catra i Zla Horda poharale selo, konja je uzela Adora i kasnije ga je, uz pomoć Mača zaštite pretvorila u moćnog jednoroga koji može govoriti. Kasnije je postao važan član Pobunjenika.

## Sposobnosti, oružje i moći
Ima sposobnost letenja, postizanja velike brzine i govora, a posjeduje i magičnu povezanost s Adorom/She-Ra.

## Vanjske poveznice
- Swift Wind – he-man.fandom.org (engl.)
- Swift Wind (She-Ra i Princeze moći) – he-man.fandom.com (engl.)